# Möllenbeck (arrondissement du Plateau des lacs mecklembourgeois)
Pour les articles homonymes, voir Möllenbeck.
Möllenbeck est une municipalité allemande située dans le land de Mecklembourg-Poméranie-Occidentale et l'arrondissement du Plateau des lacs mecklembourgeois. Outre le village de Möllenbeck, les villages de Flatow, Quadenschönfeld, Stolpe et Warbende lui sont rattachés.

## Histoire
Au Moyen-Âge, une partie du territoire actuel de la commune appartient à l'abbaye de Himmelpfort. Flatow et Warbende sont des propriétés partielles de l'abbaye depuis 1305. En 1438, Flatow devient une propriété à part entière, tout comme Warbende à une date inconnue. En 1408, la ferme de Meygreven devient propriété du monastère.
Le nom est en bas allemand et signifie "Mühlbach" (mentionné pour la première fois en 1394 sous le nom de to Mollenbeke).
Quadenschönfeld : le manoir est construit vers 1800 sur ordre de Friedrich von Warburg. Le domaine appartient entre autres aux familles von Warburg (1774-1883) et von Bernstorff (1883-1945).

## Tourisme et architecture
- Église de Möllenbeck
- Église de Warbende
- Manoir de Quadenschönfeld

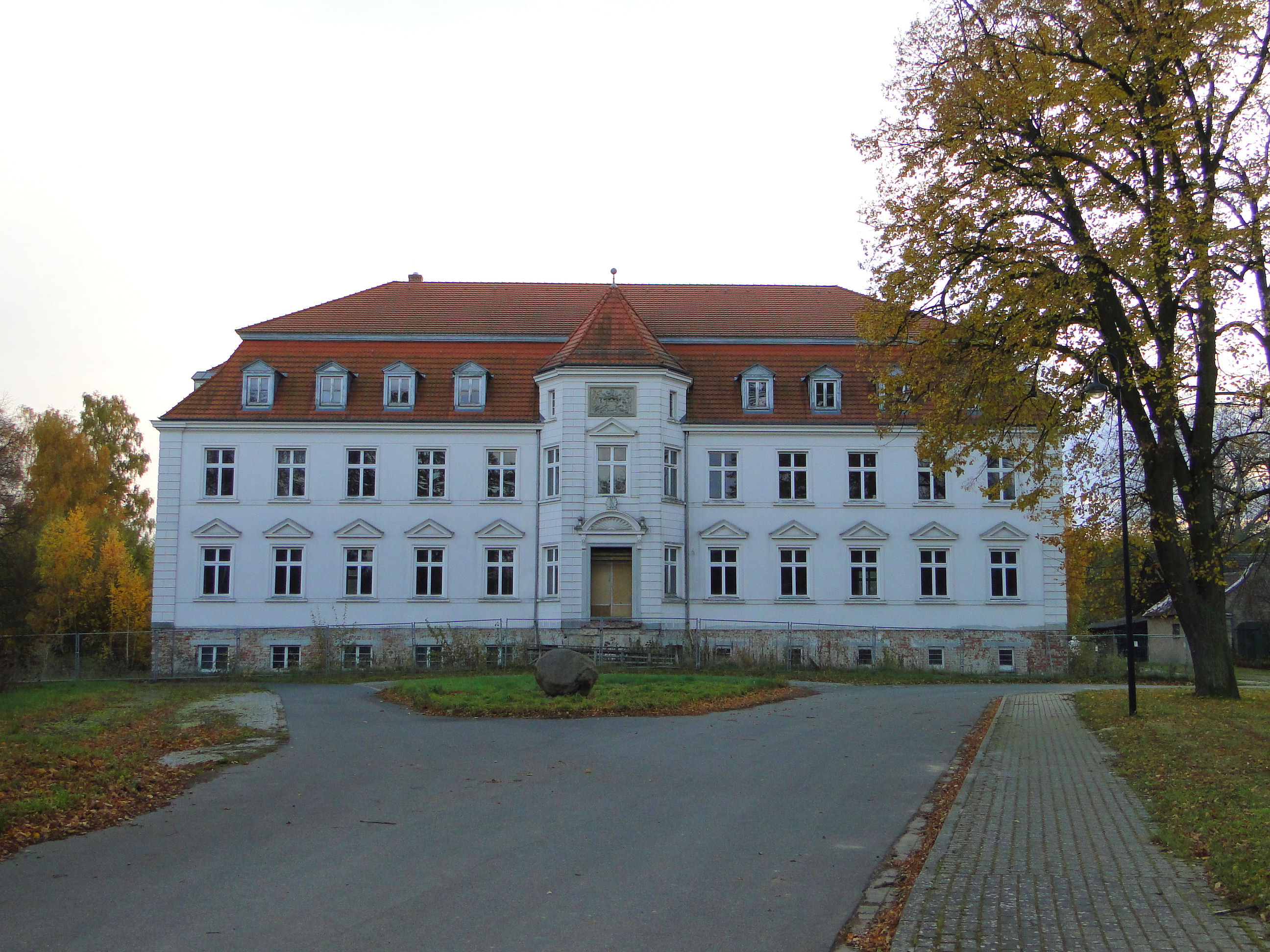
Vue du manoir de Quadenschönfeld

- Fossés du château fort disparu de Quallenschönfeld